# جائزة البرازيل الكبرى 2002
جائزة البرازيل الكبرى 2002 (بالإنجليزية: 2002 Brazilian Grand Prix)‏ هو سباق فورمولا 1 أقيم بتاريخ 31 مارس 2002 في حلبة جوزيه كارلوس بيس للسيارات، البرازيل. كان الثالث من أصل 17 في بطولة العالم لسباقات الفورمولا واحد موسم 2002. حلّ الألماني مايكل شوماخر أولا بينما جاء الألماني رالف شوماخر في المركز الثاني وحصل على المركز الثالث البريطاني ديفيد كولتهارد.